# الکسی پاولویچ فدچنکو

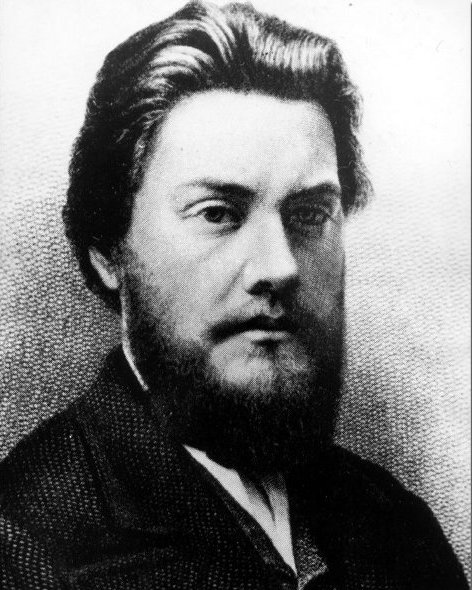
الکسی فدچنکو

الکسی پالویچ فدچنکو(به روسی: Алексе́й Па́влович Фе́дченко)(زادهٔ ۸ فوریهٔ ۱۸۴۴- مرگ ۱۵ سپتامبر ۱۸۷۳) طبیعی‌دان و جستجوگر روس بود.
او در ایرکوتسک سیبری زاده‌شد. تحصیلات ابتدایی را در زادگاهش گذراند و سپس در دانشگاه دولتی مسکو جانورشناسی و زمین‌شناسی خواند. در ۱۸۶۸ او به یک رشته سفرها در آسیای میانه دست‌زد، به سمرقند و پنجکنت و بخش بالایی درهٔ رود زرفشان رفت. در ۱۸۷۰ کوه‌های فن در جنوب زرفشان را کاوید. در ۱۸۷۱ به دره آلای در داروت‌کورگان دست یازید و از بخش شمالی پامیر بازدیدنمود. سرانجام به اروپا رفت و در حال نوردیدن مون بلان، در سفری که به فرانسه رفته‌بود، کشته‌شد.
شرح اکتشافات او از سوی دولت روسیه به چاپ رسید. همچنین به افتخار او یخچال فدچنکو و سیارک ۳۱۹۵ نام‌گذاری گردید.